# Смайыл, Алдан Зейноллаулы
Алдан Зейноллаулы Смайыл (каз. Алдан Зейноллаұлы Смайыл; 3 октября 1946; с. Актау, Жанааркинский район, Карагандинская область, КазССР) — казахстанский писатель, публицист. Заслуженный деятель Казахстана (2005), лауреат Государственной премии Республики Казахстан (2006). 
Депутат Мажилиса Парламента Республики Казахстан IV—V созывов, член комитета по социально-культурному развитию (2007—2016).

## Биография
Родился в 1946 году, в селе Актау Жанааркинского района Карагандинской области. В 1970 году окончил филологический факультет Казахского государственного университета.
Трудовую деятельность начал в 1970 году оператором звукозаписи республиканского радиотелецкого центра, редактором республиканского радио.
С 1971 по 1975 — Корреспондент, старший редактор Целиноградского областного радио;
С 1975 по 1985 — Литературный сотрудник, заведующий отделом газеты, редактор газеты «Коммунизм нуры» (г. Целиноград);
С 1985 по 1990 — Заведующий отделом газеты «Караоткел»;
С 1990 по 1996 — Председатель Целиноградского областного общества «Тил жене мэдиниет», главный редактор Акмолинской областной газеты «Караоткел»;
С 1996 по 1997 — Заместитель Председателя Акмолинской областной телерадиокомпании;
С 1998 по 2002 — Заместитель генерального директора, генеральный директор Республиканской телерадиокорпорации «Казакстан»;
С 2002 по 2003 — Заместитель главного редактора журнала «Астана», директор Астанинского филиала Союза писателей Казахстана;
С 2003 по 2007 — Главный редактор серии «Библиотека писателей Астаны» ОО «Адебиет»;
С 2007 по 2016 — Депутат Мажилиса Парламента Республики Казахстан IV—V созывов, член комитета по социально-культурному развитию;
С 2016 года занимается творческой работой.

## Творчество
Автор книг «Тамыздын таны» (1979), «Ак жалын» (1982), «Саганым келген коктем» (1987), «Найзакара» (1989), «Арканын Бетпак деген даласы бар» (2000); ряда повестей, романов, публикаций в прессе.

## Награды
- 2002 — Лауреат премии Союза журналистов Казахстана;
- 2005 — Международная литературная премия «Алаш» от Союза писателей Казахстана;
- 2005 — Звания «Қазақстанның еңбек сіңірген қайраткері» (Заслуженный деятель Казахстана) — за большие заслуги в отечественной литературе и культуре и общественную активность.;[1].
- 2006 — Государственная премия Республики Казахстан в области литературы, искусства и архитектуры за роман «Тамұқтан келген адам»;[2]
- 2012 — Орден Курмет;[3]
- Правительственные медали, в том числе:
  - Медаль «10 лет независимости Республики Казахстан» (2001);
  - Медаль «10 лет Астане» (2008);
  - Медаль «20 лет независимости Республики Казахстан» (2011);
  - Медаль «20 лет Конституции Республики Казахстан» (2015) и др;